# Domingo de Soto

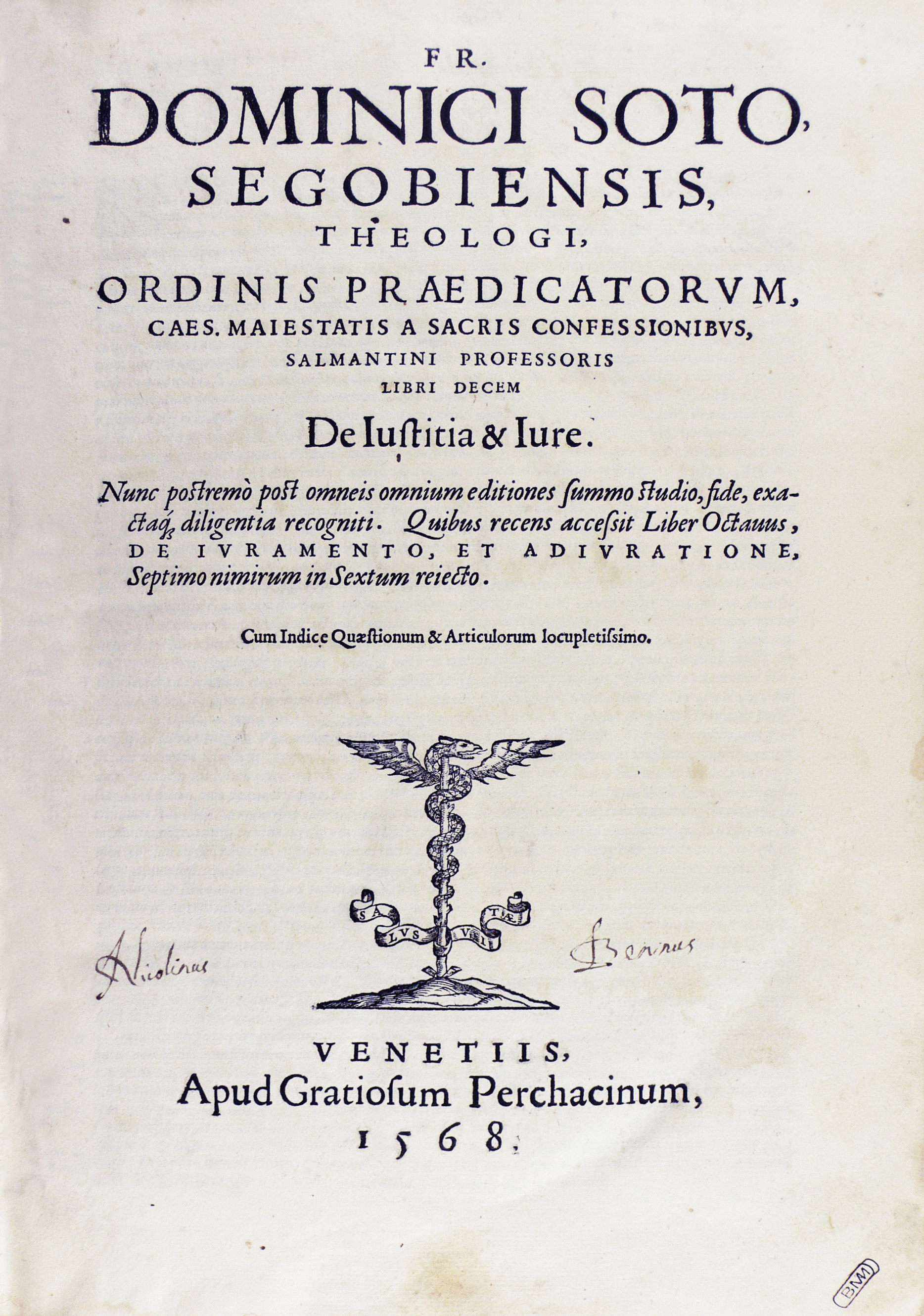
De iustitia et iure, 1568.

Domingo de Soto, född 1494 i Segovia, död 15 november 1560 i Salamanca, var en spansk dominikansk präst och teolog. Han är mest känd som en av de framträdande personerna inom den filosofiska rörelsen Salamancaskolan. Sin utbildning genomgick han i Alcala, Spanien, och i Paris, Frankrike, innan han blev professor i filosofi i Alcala 1520.